# Episodi di Merlí (prima stagione)
La prima stagione di Merlí, composta da 13 episodi, è stata trasmessa in Spagna sull'emittente TV3 dal 14 settembre 2015 al 7 dicembre 2015. La serie è ancora inedita in Italia.
| Numero | Titolo originale | Titolo italiano | Prima TV Spagna   | Prima Italia |
| ------ | ---------------- | --------------- | ----------------- | ------------ |
| 1      | Els peripatètics |                 | 14 settembre 2015 | Inedito      |
| 2      | Plató            |                 | 21 settembre 2015 | Inedito      |
| 3      | Maquiavel        |                 | 28 settembre 2015 | Inedito      |
| 4      | Aristòtil        |                 | 5 ottobre 2015    | Inedito      |
| 5      | Sòcrates         |                 | 12 ottobre 2015   | Inedito      |
| 6      | Schopenhauer     |                 | 19 ottobre 2015   | Inedito      |
| 7      | Foucault         |                 | 26 ottobre 2015   | Inedito      |
| 8      | Guy Debord       |                 | 2 novembre 2015   | Inedito      |
| 9      | Epicur           |                 | 9 novembre 2015   | Inedito      |
| 10     | Els escèptics    |                 | 16 novembre 2015  | Inedito      |
| 11     | Els sofistes     |                 | 23 novembre 2015  | Inedito      |
| 12     | Hume             |                 | 30 novembre 2015  | Inedito      |
| 13     | Nietzsche        |                 | 7 dicembre 2015   | Inedito      |